# Johnny Kastl
Johnny Kastl, född i Oklahoma, är en amerikansk skådespelare. Uppvuxen i Texas, USA.

## Filmografi (urval)
- 2001–2009 – Scrubs (TV-serie)
- 2003 – Hulk
- 2005 – Världarnas krig